# グエン・シン・サック

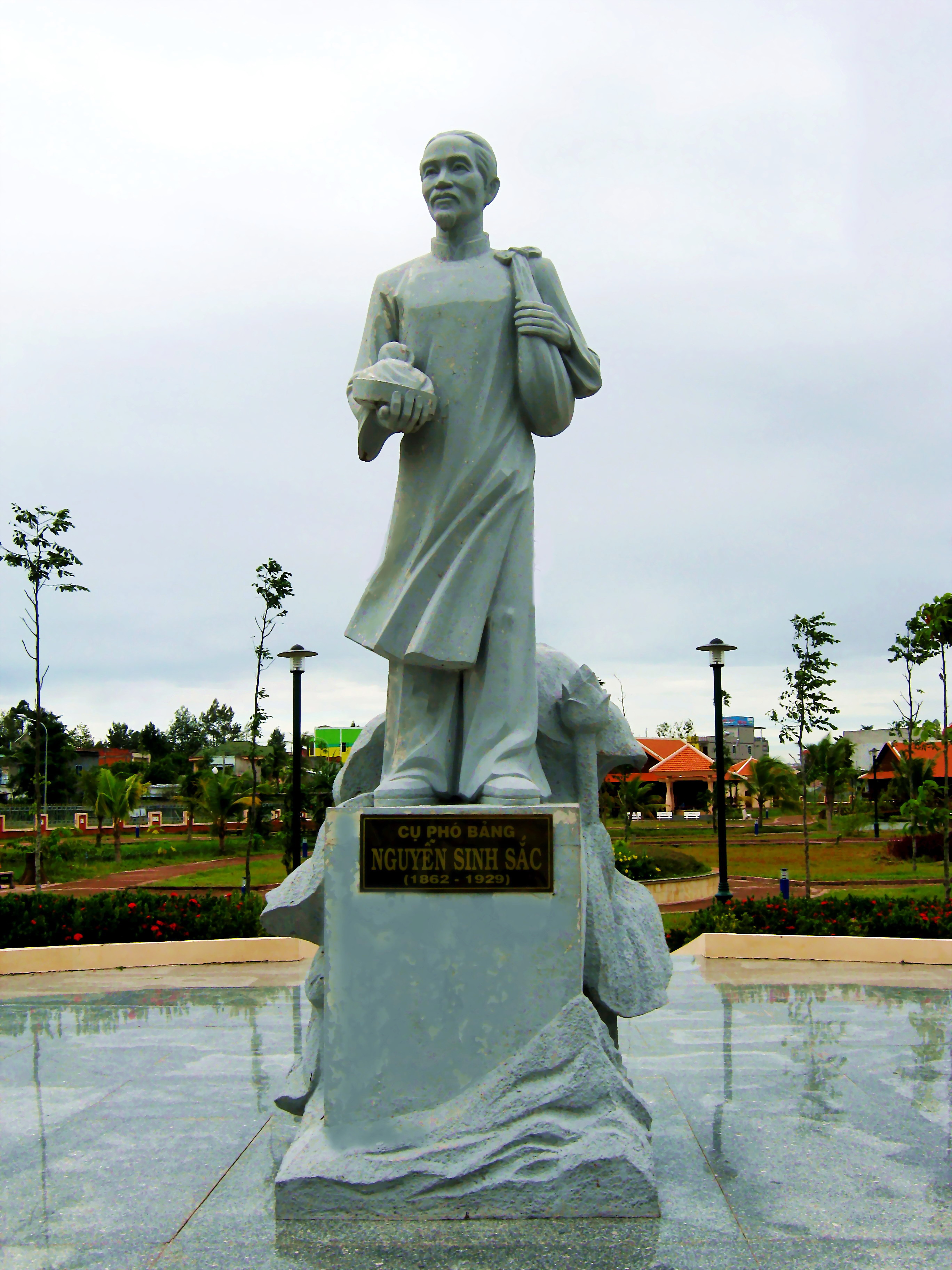
グエン・シン・サックの像（カオラン）

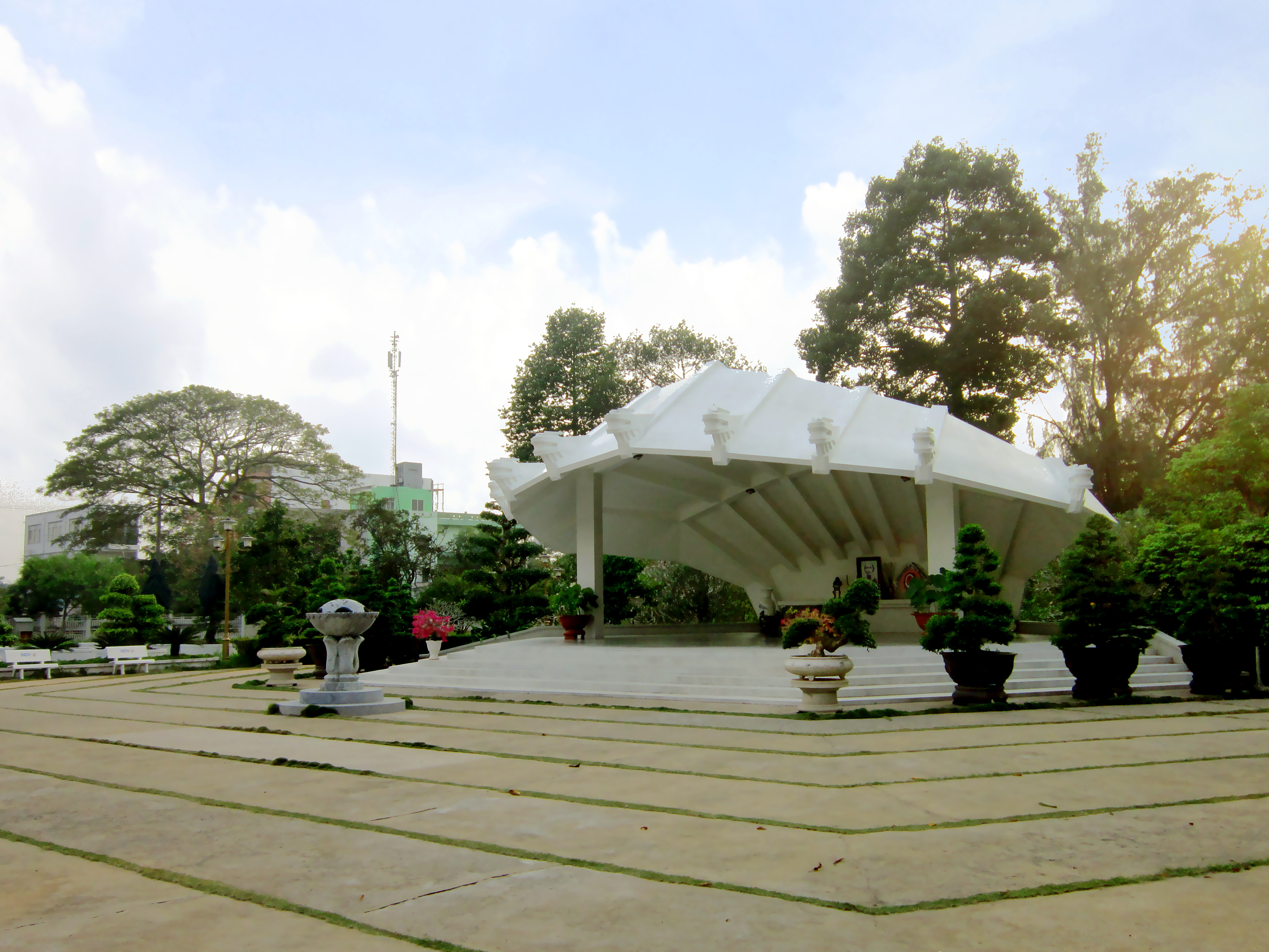
グエン・シン・サックの墓

グエン・シン・サック （ベトナム語：Nguyễn Sinh Sắc / 阮生色、嗣徳15年（1862年） - 保大4年（1929年））は、グエン朝ベトナムの官吏、儒学者。ホー・チ・ミンの父にあたり、現代のベトナムでは尊敬を込めて「クー・フォー・バン・グエン・シン・サック」（ベトナム語：Cụ Phó bảng Nguyễn Sinh Sắc / 老副榜 阮生色）と呼ばれる。別名はグエン・シン・フイ（ベトナム語：Nguyễn Sinh Huy / 阮生輝）。

## 生い立ち
ゲアン省のセン村（現在のナムダン県キムリエン社の一部）で父グエン・シン・ニャム（ベトナム語：Nguyễn Sinh Nhậm / 阮生任）とその後妻ハー・チ・ヒ（Hà Thị Hy）の間に生まれる。4歳で両親を亡くし、農地を継いだ父の先妻の子グエン・シン・チョー（Nguyễn Sinh Trợ）の元で育つ。後に学問好きであることを隣のホアンチュー村に住む儒学者ホアン・スアン・ドゥオン（Hoàng Xuân Đường）に見出され、15歳でドゥオンの養子となった。

### 成人後
18歳の時にドゥオンの娘ホアン・チ・ロアンと結婚。3人の子を育てる。末子の幼名グエン・シン・クン（ベトナム語：Nguyễn Sinh Cung / 阮生恭）が後のホー・チ・ミンである。
成泰6年（1894年）に郷試に合格し挙人（Cử nhân）となる。成泰13年（1901年）には国試に通り、フォー・バンの地位を得る（この記念として、グエン・シン・クンはグエン・タット・タイン（ベトナム語：Nguyễn Tất Thành / 阮必成）という成人名を与えられた）。しかしサックはフランスの顔色を窺うグエン朝の官吏になることを潔しとせず、寺子屋で子供に学問を教えるなどして過ごした。
成泰12年（1900年）、妻のロアンが4番目の子シン（Xin）を産んだ際に体を壊し、翌年にシンと共に死去した。
成泰18年（1906年）に官吏として働くことを受け入れフエに赴く。長年支援を受けていた大臣カオ・スアン・ズクの推挙を受けて任に就くが、フランスのために動いている宮廷と、民衆を抑圧することが仕事のような官人たちがチュン・クアン・アイ・クォック（ベトナム語：trung quân ái quốc / 忠君愛國）からかけ離れていることを思い知らされ、大いに失望することとなった。
維新3年（1909年）にはビンディン省ビンケー県（現在のタイソン県）の知県（県知事）となったが、罪を犯した地主を鞭打ち刑にしたところ、これが原因で地主が死んでしまった。この事件により免職だけでなく官人としての階級も大きく落とされる。その後はベトナム南部やカンボジア東部で代書屋や薬の行商で糊口をしのぎながら放浪生活を送る。維新5年（1911年）にファン・チュー・チンに会うために一緒にミトーへ赴いたのが末子タインとの最後の面会であった。
保大4年（1929年）、現在のドンタップ省カオラン市で客死した。1日をゆで卵1個、ヌクマムをかけた丼飯1杯で過ごすほどの貧しい暮らしで、最期は行き倒れ同然だったという。

## 交流
後にベトナム独立運動勢力を率いた革命家ファン・ボイ・チャウは、成泰12年（1900年）に郷試に通った後、サック同様官吏を目指そうとはせずにベトナム中北部をよく旅行していた。サックの住む村周辺を何度も訪れており、寺子屋教師時代のサックとよく議論を戦わせていた。

## 史跡
サックが幼少期のホー・チ・ミンと共に過ごしたセン村は、現在キムリエン歴史遺跡区となっており、サックの家も観光施設化されている。また、カオランにはサックの墓地があり、こちらもグエン・シン・サック遺跡区として記念公園化されている。